# Arctosa mulani
Arctosa mulani là một loài nhện trong họ Lycosidae.
Loài này thuộc chi Arctosa. Arctosa mulani được Dyal miêu tả năm 1935.